# Édouard Baille
Pour les articles homonymes, voir Baille (homonymie).
Paul-Benoît-Édouard Baille, né à Besançon le 14 octobre 1814 et mort dans sa ville natale le 22 mai 1888, est un peintre français.

## Biographie
Paul-Benoît-Édouard Baille est né à Besançon le 14 octobre 1814. Il fait des études à l’école de dessin où il se fait vite remarquer par son talent par Charles-Antoine Flajoulot. Il obtient un premier prix avec Agar dans le désert en 1834. La ville de Besançon lui offrit une bourse pour poursuivre ses études, à l’École des beaux-arts de Paris où il fut élève de François-Édouard Picot. Il exposa aux Salons de 1837, 1838, 1839, 1842, 1846 et 1847. Il eut ensuite un atelier où il forma des artistes comme Félix-Henri Giacomotti ou Jules Machard, et devient membre de l’Académie de Besançon.
Grâce à ses nombreuses peintures dans le domaine de l’art religieux (toiles pour les chapelles des hôpitaux de Besançon et Ornans, pour l’église Notre-Dame à Besançon, la chapelle du collège Saint-François Xavier, la chapelle des Capucins à Besançon, une fresque pour l’abbaye de Favernay) il est nommé chevalier de l’ordre pontifical de Saint-Grégoire-le-Grand. Il peint en particulier huit tableaux sur toile pour la chapelle du Sacré-Cœur de la cathédrale Saint-Jean de Besançon : ce sont des copies réalisées d'après d'anciennes fresques datant du XVe siècle qui ornaient les tombeaux du « cimetière des comtes », situé primitivement dans l'ancienne cathédrale Saint-Étienne ; ces tableaux sont classés monument historique depuis 1992.
Édouard Baille a peint également des portraits de personnalités comtoises (toiles non signées).
Il meurt le 22 mai 1888 à Besançon, dont une rue honore sa mémoire.

## Collections publiques
- Portrait de Just Muiron, journaliste politique, Besançon, Musée du Temps
- Portrait du général Simon Bernard, Besançon, Musée du Temps[2].
- Portrait de Mme Aubert, aïeule du Président Thibaulot, née à Arc-les-Gray, Gray (Haute-Saône), musée Baron-Martin
- Portrait de Charles-Antoine Flajoulot, Ornans, Musée Courbet.
- Portrait de Portrait de Rainaud 1er, Besançon, cathédrale Saint-Jean Saint-Étienne[3]

## Élèves
- Jean Enders